# 달빛마루도서관
달빛마루도서관은 서울특별시 성북구에 있는 구립 도서관이다.

## 연혁
- 2012 2/2 달빛마루도서관 개관
- 2012 6/30 : 2012년 휴먼 라이브러리 개관식
- 2013 7/11~ : 어린이책 독서회 활동 시작